# اطمه
اطمه (به عربی: أطمه) یک منطقهٔ مسکونی در سوریه است که در ناحیه الدانا واقع شده‌است. اطمه ۲٬۲۵۵ نفر جمعیت دارد.